# 청자 상감운학문 매병 (보물)
청자 상감운학문 매병(靑磁 象嵌雲鶴文 梅甁)은 서울특별시 용산구 국립중앙박물관에 있는 고려시대의 청자이다. 
2015년 4월 22일 대한민국의 보물 제1869호로 지정되었다.

## 개요
이 청자는 고려 중기에 제작된 상감문이 장식된 전형적인 매병으로, 기형, 유색, 문양, 번조상태, 보존상태 등 여러 방면에서 고루 우수한 면모를 갖춘 최상급의 청자로 평가된다. 크기는 일반적인 매병보다 약간 작지만, 각 부위의 비례가 적절하고 긴장된 탄력감을 주는 우아한 맵시의 조형미가 우선 돋보인다.
이 매병의 가장 빼어난 점은 상감문양에 있다. 간결한 흑색 상감문으로 매병의 상단과 하단에 뇌문대를 돌린 다음, 나머지 여백에는 상감운학문을 베풀었는데, 푸른 청자 바탕을 마치 창공인양 여기고, 몇 마리의 학과 몇 송이의 구름을 충분한 여백을 두고 드문드문 배치하여 극도로 시원하고 詩情的인 문양 구성을 보여 준다.
백상감 위주에 부분적으로 흑상감을 가한 문양은 전체적으로 깔끔하면서도 꼼꼼한 솜씨로 베풀어졌으며, 최고 수준의 상감장식기술을 구사하였다. 여기에 비색계 청자유약을 고르게 씌운 다음, 완벽한 환원염으로 소성하여, 유리질화가 고르게 잘된 아름다운 유색을 현출하는데 성공하였는데, 이런 완벽에 가까운 번조상태 역시 보기 드문 경우이다.
한마디로 이 매병은 유례가 많은 상감운학문 청자 중에서도 시원스런 공간감을 보여 주는 탁월한 구성의 상감문양과 비취빛 유색이 어울려 극상의 아름다움을 보여 주는 명품이다. 또한 보존상태도 극히 양호하여 거의 흠결이 없는 점도 이 매병의 큰 자랑이다. 고려 상감청자는 세계도자사에서 가장 확실하게 우리의 기술과 아름다움을 인정받고 있는 한민족의 도자기 중의 도자기이다. 그런 상감청자 중에서도 이 작품은 이를 대표할 만한 최고 수준의 명품 중의 하나로 손꼽을 수 있기 때문에, 국가지정문화재로 지정할 가치가 충분하다고 판단된다.

## 같이 보기
- 청자

## 참고 자료
- 청자 상감운학문 매병 - 국가유산청 국가유산포털